# علي كندي (شوط)
علي كندي هي قرية في مقاطعة شوط‌، إيران. عدد سكان هذه القرية هو 39 في سنة 2006.